# Adieu paure Carnaval
Adieu paure Carnaval (ou Adiéu paure Carneval ou Adieu paure Carnavas) est une chanson populaire connue dans toute l'Occitanie, d'après un air attribué à Pergolèse ou Antoine Albanèse, souvent associé au poème Que ne suis-je la fougère. Ce chant clôture les célébrations du Carnaval avant le Carême et accompagne la crémation de Sa Majesté Carnaval.

## Paroles
La version, d'ailleurs incomplète, chantée lors du carnaval de Limoux, diffère de celle chantée pendant le carnaval de Nice. Celle du carnaval de Marseille est celle dont le caractère piétiste et pénitent est le plus prononcé.

### Version du Carnaval de Limoux
| Occitan (Languedocien méridional) | Traduction française |
| --- | --- |
| Adieu paure, adieu paure, Adieu paure Carnaval Tu te'n vas e ieu demòri Adieu paure CarnavalTu te'n vas e ieu demòri Per manjar la sopa a l'alh Per manjar la sopa a l'òli Per manjar la sopa a l'alh Adieu paure, adieu paure, Adieu paure Carnaval La joinessa fa la fèsta Per saludar Carnaval La Maria fa de còcas Amb la farina de l'ostal Lo buòu dança, l'ase canta Lo moton ditz sa leiçon La galina canta lo Credo E lo gat ditz lo Pater | Adieu, pauvre, adieu pauvre, Adieu pauvre Carnaval Tu t'en vas et moi je reste Adieu pauvre CarnavalTu t'en vas, et, moi, je reste Pour manger la soupe à l'ail Pour manger la soupe à l'huile Pour manger la soupe à l'ail Adieu pauvre, adieu pauvre, Adieu pauvre Carnaval La jeunesse fait la fête Pour saluer Carnaval Marie fait des brioches Avec la farine de la maison Le bœuf danse, l'âne chante Le mouton dit sa leçon La poule chante le Credo Et le chat dit le Pater |

### Version du Carnaval de Marseille
| Occitan (Provençal maritime) | Traduction française |
| --- | --- |
| Adieu paure, adieu paure Adieu paure Carnavas ! Tu te'n vas et ièu m'entorni, Adieu paure Carnavas ! Adieu ta bèla joinessa Vai ti sias pron divertit As acabat tei richessas Ara deves te'n repentir S'es verai qu'as fach ripalhas Qu'as dansat dins de palais Vai ! Resta nu sus la palha E plen de fen coma un ai Adieu tu que ti chalavas Que ti sias vist' adorar Adieu lei sous qu'escampavas Ara la roda a virat Ti fau cambiar de regime Et se vos pas lo subir Per ti punir de tei crimes Marrias ! anam ti chabir Adieu vielh paire dei vicis Lo carema es arribat Es lo jorn de la justicia Adieu tu cu vas crebar Tot lo pople ti saluda Eu se'n torna et tu te'n vas Ta darriera oro es venguda Adieu paure Carnavas ! | Adieu pauvre, adieu pauvre Adieu pauvre Carnaval ! Tu t'en vas, et je m'en retourne Adieu pauvre Carnaval ! Adieu ta belle jeunesse Tu t'es assez amusé Tu as épuisé tes richesses Maintenant tu dois te repentir S'il est vrai que tu as fait ripailles Que tu as dansé dans des palais Va ! Reste nu sur la paille Plein de foin comme un âne Adieu toi qui t'es régalé Qui t'es vu adoré Adieu l'argent que tu as gaspillé Maintenant la roue a tourné Il te faut changer de régime Et si tu ne veux pas le subir Pour te punir de tes crimes Vaurien ! nous allons te liquider Adieu vieux père des vices Le carême est arrivé C'est le jour de la justice Adieu toi qui vas crever Tout le peuple te salue Il s'en retourne et tu t'en vas Ta dernière heure est venue Adieu pauvre Carnaval ! |

### Version du Carnaval de Nice
| Occitan (Niçois) | Traduction française |
| --- | --- |
| Adiéu paure, adiéu paure, Adiéu paure Carneval. E tu t’en vas, e ièu m’en vèni, A si reveire l’an que vèn. Chirichipi, chièu, chièu, chièu... 'Scoute-mi, coumpaire Jacou, Chirichipi, chièu, chièu, chièu... 'Scoute-mi cenque ti dièu ! Carnevale, lou bouòn Toni Si laissa tratà de gus. Lou counouisse, l’antifoni, Escouta bèn e pi fa bus. E toui lu joù, la sièu frema Noun fà rèn que de rougnà. Lou sièu noum es « la Carèma » E lou sieu mourr’ès reguignà. Li farèn ’na camisola D’un moucèu de vielh lançòu, A cada pounch una raiola, Au mitan un gran rous d’où. Amusa-vous, gauda-la vous Et siguès toujoù countènt. Luèn dòu tabus en anas vous, Noun vous faguès de sanc bulhent | Adieu pauvre, Adieu pauvre, Adieu pauvre Carnaval. Et tu t'en vas, et moi je m'en viens Au revoir l'an prochain. Chirichipi, chièu, chièu, chièu... Ecoute-moi, compère Jacques, Chirichipi, chièu, chièu, chièu... Ecoute ce que je te dis ! Carnaval, le bon Toni Se laisse traiter de gus. Il la connaît, la vieillerie, Il écoute bien et puis fait semblant. Et tous les jours, sa femme Ne fait rien que de rougner. Son nom est la "Carèma" Et son visage est renfrogné. Nous lui ferons une camisole D'un morceau de vieux drap, A chaque point un nœud, Au milieu un grand jaune d’œuf. Amusez-vous, |

## Reprises de la mélodie

### Un chant populaire catalan parodié par Charles-Henri Ribouté
La mélodie originale catalane est souvent attribuée à Pergolèse ou Albanèse. Elle est parodiée sur le poème grivois Les Tendres Souhaits (ou Les Souhaits) de Charles-Henri Ribouté (1708-1740).

### Un cantique de Carême qui se répand en France puis à l'international
Cet air est repris dès le XVIIe siècle pour un cantique du Carême sur un texte de François de Salignac de La Mothe-Fénelon, archevêque de Cambrai, de l’Académie française qui compose Au sang qu’un Dieu va répandre.
Cette mélodie a donc une dimension religieuse fortement liée au Carême, à la conversion des pénitents et à la méditation de la Passion. Elle sera reprise dès 1850 dans les églises luthériennes d'Allemagne, notamment à Paderborn pour l'hymne Oh mein Jesu, ich muss sterben qui sera repris en Irlande par le poème Stricken, smitten, and afflicted du pasteur Thomas Kelly composé en 1804 pour son recueil Hymns on Various Passages of Scripture. et copié depuis de façon ininterrompue dans les hymnaires évangéliques.

### Une redécouverte populaire
En 1959, Henri Carol, maître de chapelle à la Cathédrale de Monaco, compose une nouvelle harmonie toujours sur la même mélodie pour le Adieu paure carneval du Carnaval de Nice.
En 2005, Jordi Savall a enregistré des Variations (CD Du temps et de l’instant, 2005), en reprenant l’indication de gwerz bretonne intitulé O soñjal en hon pec’hejoù, reprenant encore une fois la même mélodie.